# Acklam (Ryedale)
Acklam – wieś w Anglii, w hrabstwie North Yorkshire, w dystrykcie (unitary authority) North Yorkshire. Leży 21 km na północny wschód od miasta York i 286 km na północ od Londynu. Miejscowość liczy 183 mieszkańców.